# Покољ у Лидицама
Покољ у Лидицама или масакр у Лидицама је назив за нацистички злочин у Другом светском рату у коме је убијено 173 становника села Лидице, на око 20 км северозападно од Прага, тада у саставу нацистичког Протектората Чешка и Моравска. Покољ је извршен по наређењу Адолфа Хитлера и СС рајхсфирера Хајнриха Химлера. Село су потпуно уништили немачки војници као одмазду за убиство гувернара Рајнхарда Хајдриха крајем пролећа 1942. године Свих 173 мушкараца из села старијих од 16 година су погубљени. Још 11 мушкараца који нису били у селу се ухапшени и погубљени са касније још неколико ухапшених особа. Неколико стотина жена и преко 100 деце је било депортовано у концентрационе логоре; неколицина деце које су нацисти сматрали „расно погодним“ за германизацију су били дати породицама есесоваца, док су остали одведени у логор смрти Хелмно, где су угушени гасом. После рата, у село се вратило само 153 жена и 17 деце.

## Позадина покоља
После атентата на заменика царског заштитника Рајнхарда Хајдриха 27. маја 1942. године, ескалирао је терор нацистичких окупатора над чешком нацијом. 
На сам дан атентата, Хитлер је наредио истрагу и репресалије, предложивши Химлеру да пошаље СС генерала Ериха фон дем Бах-Залевског у Праг; према послератном сведочењу Карла Хермана Франка, Хитлер је знао да ће Зелевски још окрутнији од Хајдриха. Хитлер је био за то да се убије 10.000 политички непоузданих Чеха, али је након консултације са Химлером одустао од ове идеје јер је Чешка била vажна индустријска зона за немачку војску, и оваква мера би могла да умањи продуктивност читавог региона.
Нацистичка одмазда коју је наредио Химлер је свеједно била брутална. Више од 13.000 људи је ухапшено. Према једној процени, 5.000 људи је убијено у репресалијама.
Упркос погубљењима стотина људи и опсежним рацијама, починиоци атентата нису успели да буду пронађени. Када је Хајдрих умро од повреда задобијених у атентату 4. јуна 1942. године, нацисти у Бохемији и Моравској одлучили су се на невиђену акцију застрашивања; Карл Херман Франк, амбициозни државни секретар Канцеларије заштитника рајха СС-Обергруппенфухрер, одиграо је значајну улогу у плану за истребљење становника Лидица.

Лидице су као жртва овог злочина изабране сплетом околности. Наиме 3. јуна 1942. године Јарослав Пала, власник фабрике батерија у месту Слањи, примио је сумњиво љубавно писмо упућено једној од запослених у фабрици, извесној Ани Маруцзаковој из Холоуса близу Брандњсека. У њему је писало: 
„Драга Аничка! Извините што сам вам писао тако касно ... Урадио сам оно што сам желео. Тог кобног дана спавао сам негде у Чабарни . Ја сам здрав. Видимо се ове недеље и тада се више нећемо видети. Милан.
 Након читања писма Јарослав Пала, је посумњао да је писац писма можда умешан у атентат или се плашио да би то могла бити провокација, жандармерија је то исто тако схватила и писмо је прослеђено Гестапоу. Марусцзакова, која није знала право име свог љубавника, поменула је током испитивања, између осталог, да је од ње тражио да поздрави породице Хорак и Стрибрнњ у Лидицама од њихових синова, који су служили у 311. бомбардерској ескадрили у Енглеској. Уследио је препад у Лидицама и хапшење породица Хорак и Стрибрнњ, за чије синове се знало да служе у чехословачкој војсци у Енглеској. Међутим, претреси кућа и испитивања нису открили ништа сумњиво. 
Следећег дана, Вацлав Риха, радник из Врапица, идентификован је као Марусцзаковин пријатељ у Кладну. Како је желео да прекине везу са Марусцзаковом јер је био ожењен и бојао се да ће његово неверство са девојком из оближњег села изаћи на видело; он је, уз помоћ својих сарадника, послао писмо које је требало да створи романтични утисак да је умешан у активности отпора и да је отишао да се сакрије у шуме Кривоклата. Убрзо је гестаповцима из Кладна постало јасно да љубавници, Марусцзакова и Хорак немају никакве везе са атентатом на Хајдриха; а у Лидицама није откривен арсенал оружја, радио станица или скривена особе, и са овим подацима послат је извештај у Прагу.
У међувремену је у Прагу Карл Херман Франк, надајући се да ће ојачати свој положај и помоћи свом именовању за следећег царског заштитника, одлучио да искористи Лидице као пример свог „енергичног приступа“. Франк је Хитлеру лично изнео своју намеру на Хајдриховој сахрани у Берлину 9. јуна 1942. године, која је гласила...Лидице треба спалити и сравнити са земљом, стрељати одрасле мушкарце, жене затворити у концентрационе логоре, а децу „правилно васпитавати“...и одмах за ово недело добио сагласност од Адолфа Хитлера.

## Покољ
Иницијатор покоља, који се догодио након смрти Рајнхарда Хајдриха, који су изазвали припадници чешког отпора, био је Адолф Хитлер, пун беса, очаја и жељу за осветом. У потрази за жртвеним јарцем кривим за Хајдрихову смрт, жртвовано је село Лидице, које је било лажно повезано са атентатом, јер је наводно пружило уточиште локалним партизанима и помогло члановима тима у Операцији Антропоид.
На дан покоља, Лидице су имале 483 становника који су живели у 101 стамбеној кући. Њихови власници су углавном радили у рудницима и топионицама Кладно. Неколико већих фарми било је изузетак. У селу је постојало читалачко друштво, спортски клуб и добровољно ватрогасно друштво.

### Мушкарци
Хорст Бохме, шеф СиПо-а за протекторат Чешке и Моравске, одмах по пријему наређења да изведе покољ и Лидицама поступио је по истом. Нацисти су у Лидице стигли 9. јуна и заузели кућу на периферији села. Позвали су градоначелника који је требало да им донесе сву документацију о становницима и њиховој имовини. Припадници Орднунгсполицаја и Зихерхајтсдинста опколили су село Лидице и блокирали све путеве за бекство.
Сви мушкарци из села су сакупљени и одведени на фарму породице Хорак на крају села. Из суседних кућа узети су са кревета душеци и постављени уз зид штале Хоракових да би спречили рикошете пушчаних зрна током егзекуције.
Стрељање мушкарце започела је око 7:00 сати ујутро. У почетку су мушкарци убијани у групама од по пет људи, али Бохме је сматрао да се погубљења одвијају преспоро и наредио да се одједном стреља по десет људи. Мртви су након стрељања остајали да леже тамо где су пали. Стрељање се наставило до поподневних сати, до када је убијено 173 сељана.
Још 11 мушкараца који тог дана нису били у селу ухапшени су и убијени убрзо затим, као и осам мушкараца и седам жена које су већ ухапшене, јер су имали везе са чешком војском у емиграцији у Уједињеном Краљевству. Само су три мушка становника села преживела покољ, од којих су двојица у то време били у РАФ-у и стационирани у Енглеској. Једини пунолетни грађанин из Лидица, који је преживео овај злочинство, био је Франтишек Саидл (1887–1961), бивши заменик градоначелника Лидица који је ухапшен крајем 1938. године, јер је 19. децембра 1938. случајно убио свог сина Едуарда Саидла. Он је у време покоља био у затвору, и није имао појма о овом покољу. Открио је то тек када се вратио кући 23. децембра 1942. Откривши покољ, био је толико избезумљен да се предао СС официрима у оближњем граду Кладно, признао да је из Лидица и чак рекао да одобрава атентат на Хајдриха. Упркос потврђивању његовог идентитета, СС-овци су му се једноставно смејали и одбијали да га стрељају, а он је преживео рат.

### Жене
Укупно су 203 жене и 105 деце прво је одведени у сеоску школу у Лидицама, затим у оближњи град Кладно и три дана задржана у згради гимназије. Деца су одвојена од мајки, а четири труднице су послате у исту болницу у којој је Хајдрих умро, приморане на абортус и потом послата у различите концентрационе логоре.
Дана 12. јуна 1942. године 184 жене из Лидица утоварене су на камионе, одвезене до железничке станице Кладно и убачене у посебан путнички воз који је чувала пратња. Ујутро 14. јуна, воз се зауставио на железничкој стази у Концентрационом логору Равензбрик. Био је то женски логор, смештен око 90 километара северно од Берлина, чију градњњу су започели нацисти под вођством Хајнриха Химлера у новембру 1938. године, а између 1939. и 1945. године кроз њега је прошло више од 130.000 логораша, од којих је око 90.000 умрло. Четвртина затвореника биле су Пољакиње, али било је и неколико стотина Чехиња (очигледно је било и више, али су немачке власти неке жене регистровале само као Јевреје).
Власти логора покушале су да жене Лидице држе у изолацији, али су их у томе спречили други затвореници. Жене из Лидице у овом логору боравиле су следећих 12 месеци.

### Деца
Осамдесет и осморо деце из Лидица превезено је на подручје бивше фабрике текстила у улици Гнеисенау у Лођу. Њихов долазак најавио је телеграм из прашке канцеларије Хорста Бохмеа који се завршавао овим речима: деца доносе само оно што носе. Није пожељна посебна нега. Нега је била минимална, а деца су патила од недостатка хигијене и због лоших услова живаота и исхране од заразних болести. По наредби управе кампа, деци није пружена медицинска нега. Убрзо по доласку у Лоџ, део деце је изабран за германизацију. Неколико деце за коју се сматра да су расно погодна за германизацију предато је СС породицама.
Преосталих 82 деце из Лидице 2. јула 1942. године предато је канцеларији гестапоа у Лођу, која их је послала у логор за истребљење Хелмно удаљен 70 km (43 mi), где су у гасним камионима (Душегупкама) погубљени. 
Од 105 деце из Лидица, 82 је умрло у Хелмну, шесторо је умрло у немачким сиротиштима Лебенсборн, а 17 се вратило кући.
Иако је злочиначко расположење у Лидицама међу нацистима било очигледно, ипак је код појединаца оно изазвао и колебање око судбине преостале деце, али крајем јуна Адолф Ајхман је ређио колебљивост својих подчињених и наредио је покољ над остатком деце. Међутим, Ајхман није осуђен за овај злочин јер на суђењу у Јерусалиму, судије су сматрале да „... према доказима који су пред нама није доказана сумње да су деца убијена“.

#### Судбина деце из Лидица
Након одвајања од мајки, деца су депортована у камп „Умвандерерзентрале Литзманнстадт“ у улици Гнеисенаустрассе 41 у Литзманнстадту и раздвојена према расним критеријумима:
- 7 деце доведено је у Лебенсборн дом за германизацију, са још троје деце која су раније били издвојени у Кладну.
- 81 дете је депортовано у логор за истребљење Кулмхоф и тамо угушено у гасној комори односно камиону званом Душегупка.[19]
- Једно од деце која су издвојена у Кладну касније је убијено на исти начин заједно са 11 деце из Лежака .

Деветоро деце која су изабрана за „германизацију“ поново су пронађени после Другог светског рата, као и двоје од шесторо рођених после 10. јуна 1942. године остала четири новорођена детета је умрло. 
У дечји дом одведено је и седморо деце млађе од годину дана, од којих је шесторо преживело рат. Након завршетка Другог светског рата пронађено је само 17 деце.

#### Судбина жена из Лидица
Од 203 жене колико их је било у Лидицама, после Другог светског рата су се вратиле 143.
Шест жена из породица Хорак (рођаци припадника РАФ-а Јосефа Хорака) и госпође Стрибрна (мајка пилота РАФ-а Јосефа Стрибрња-а) погубљене су 16. јуна 1942. године, заједно са 19 ћена које су били у ноћној смени 10. јуна 1942. године код једног пацијента и два дечака за која је додатно утврђено да имају петнаест година).
Педесет жена умрло је у концентрационом логору или је убијено у плинским коморама, а три су изгубиле живот у маршу смрти у пролеће 1945. године.

#### Епилог
Трагедија у Лидицама однела је животе укупно 340 становника Лидица:
- 192 мушкарца,
- 88 деце,
- 60 жене.

Уништена је 101 стамбена кућа, неколико већих фарми, читалачко друштво, спортски клуб и добровољно ватрогасно друштво.

## Уништење Лидица
Село је након покоља над његовим становницима запаљено, а остаци зграда уништени експлозивом. Све животиње у селу - кућни љубимци и звери - такође су заклане. Није било поштеђено на градско гробље; његово остаци су ископани, опљачкане златне пломбе и накит а посмртни остаци уништени.
Након тога је послата немачка радничка група од 100 људи која је уклонила све видљиве остатке села, преусмерила поток који је кроз њега текао путеве ка и ван села. Потом су покрили површину земље коју је село заузело и засадили усеве. 
О том процесу је филм снимио Франц Тремл, сарадник немачке обавештајне службе. Тремл је водио фотографску радњу у палати у Луцерн у Прагу, а након нацистичке окупације постао је филмски саветник Нацистичке странке.
Лидице у пре рата биле мирна и живахна заједница у Чехословачкој са богатим рударским наслеђем. Али чин нацистичке освете је ово село уклонио са лица земље у застрашујућем поглављу европске историје.

## Наставак репресалије
Мало чешко село Лежаки уништено је две недеље након Лидица, када су агенти Гестапа тамо пронашли радио предајник који је припадао диверзантској групи која је падобраном скочила са Кубишом и Габчиком. Свих 33 одраслих (мушкараца и жена) из села су стрељани. Деца су послата у концентрационе логоре или „аријанизована“. 
Свеукупни бррој погинулих настао из жеље нациста за осветом за Хајдрихову смрт процењени су на преко 1.300 људи. Ту се рачунају рођаци партизана, њихове присталице, чешка елита осумњичене за нелојалност и случајне жртве попут оних из Лидица.

## Реакција јавности
Нацистичка пропаганда је отворено и поносно објавила покољ у Лидицама, за разлику од осталих покоља и других злочина почињених широм Европе, који су држани у тајности, према 16 информације које су савезнички медији одмах прикупили. 
Догађаји у окупираној Чехословачкој нису прошли незапажено. Убрзо након убиства Хајдриха и потоњег покоља у Лидицама и Лажеку, владе Велике Британије (5. августа) и Француске (29. септембра) прогласиле су Минхенски споразум неважећим од самог почетка.
У септембру 1942. године рудари из једног рудника у Великој Британије, предвођени лекаром Barnett Stross-ом (који ће 1945. постати члан локалног парламента), основали су организацију Lidice Shall Live (Лидице ће живети) године. како би почели са прикупљањем средства за обнову села после рата. 
Убрзо након уништења села, неколико места у разним земљама света је преименовано имена улицам тргова у знак сећања на настрадало село Лидице. Тако је нпр. у енглеском граду Ковентри, који је опустошен током бомбашког напада од стране Луфтвафе-а, једна трг назван Лидице у знак сећања на покољ у овом селу; једна алеја у прометном делу у центру Сантјага у Чилеу названа је Лидице, а на једној од зграда постављена је мала спомен плоча у знак сећања на покољ. И једна улица у Софији у Бугарској, назива се Лидице у знак сећања на покољ. Поред наведеног, у парку Wallanlagen у Бремену (Немачка), налази се спомен обележје и мали информативни пано о покољу.
Прича о Лидице убрзо је била сценаријо за снимање неколико филмова - можда је најупечатљивији био филм Тихо село, снимљено са чисто аматерским глумцима у стварном окружењу велшког рударског села Cwmgiedd.

## Обнављање Лидица
Лидице 2009. године
Одмах након ослобођења, место трагедије у Лидицама привремено је уређено с поштовањем, а 10. јуна 1945. године, на дан треће годишњице, чехословачка влада је обећала да ће обновити и изградити Лидице. 
Расписан је архитектонски конкурс за уређење спомен парка на територије старих Лидица и изградњу новог села у непосредној близини. Године 1946. усвојеним у складу са донетим законом основано је Друштво за обнову Лидице, које је деловало сво до преласка педесете и шездесете године 20. века, а председник и градоначелница Лидица била је Хелена Лефлерова, која је овде живела. 
Крајем четрдесетих и почетком педесетих година 20. века, нове Лидице са 150 породичних кућа изграђене су северозападно од некадашњег села.
Територија старих Лидица проглашена је националним спомеником културе; у оквиру кога постоји музеј са поставком које подсећа на трагедију у Лидицама. У овом меморијалу посетиоце посебно импресионирати бронзана скулптура 82 деце Лидица убијене у Халмну, животно дело вајара Марије Ухитилове, који је уједно и подсетник на сву децу жртве рата.
Две општине у Чешкој које су страдале у Другом светском рату 2009. године закључиле су Меморандум о међусобној сарадњи.

## Галерија
- Лидице - национални спомеником културе
- Pohled na Památník Lidice
- Hromadný hrob 173 lidických mužů
- Základy Horákova statku
- Obrys v trávě připomínající kostel sv. Martina a starou školu
- Schematický plán obce
- Deska se jmény obyvatel Lidic popravených na Kobyliské střelnici